# 爱德华·威廉斯
爱德华·威廉斯（英語：Edward Williams，1888年7月20日—1915年8月12日），英国男子赛艇运动员。他曾代表英国参加1908年夏季奥林匹克运动会赛艇比赛，获得男子八人单桨有舵手铜牌。